# أوراق تخليص
أوراق التخليص هي أوراق تعطيها السلطات الجمركية إلى قبطان السفينة للإشارة إلى أن السفينة استوفت بما عليها من التزامات . تخول هذه الأوراق لسفينة مغادرة الميناء.

## مصدر
1. ↑  مصطلحات الاستيراد والتصدير نسخة محفوظة 10 نوفمبر 2017 على موقع واي باك مشين. [وصلة مكسورة]